# Mangaledang
Mangaledang is een bestuurslaag in het regentschap Padang Lawas Utara van de provincie Noord-Sumatra, Indonesië. Mangaledang telt 613 inwoners (volkstelling 2010).